# طريق دائري

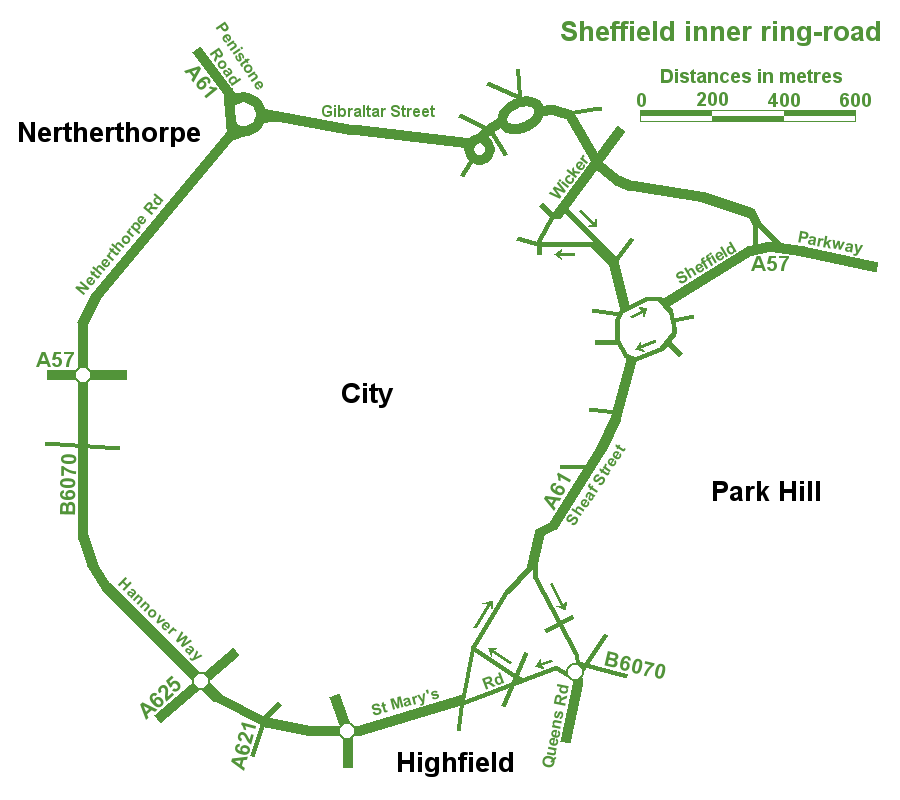
مخطط الطريق الدائري الداخلي لمدينة شفيلد.

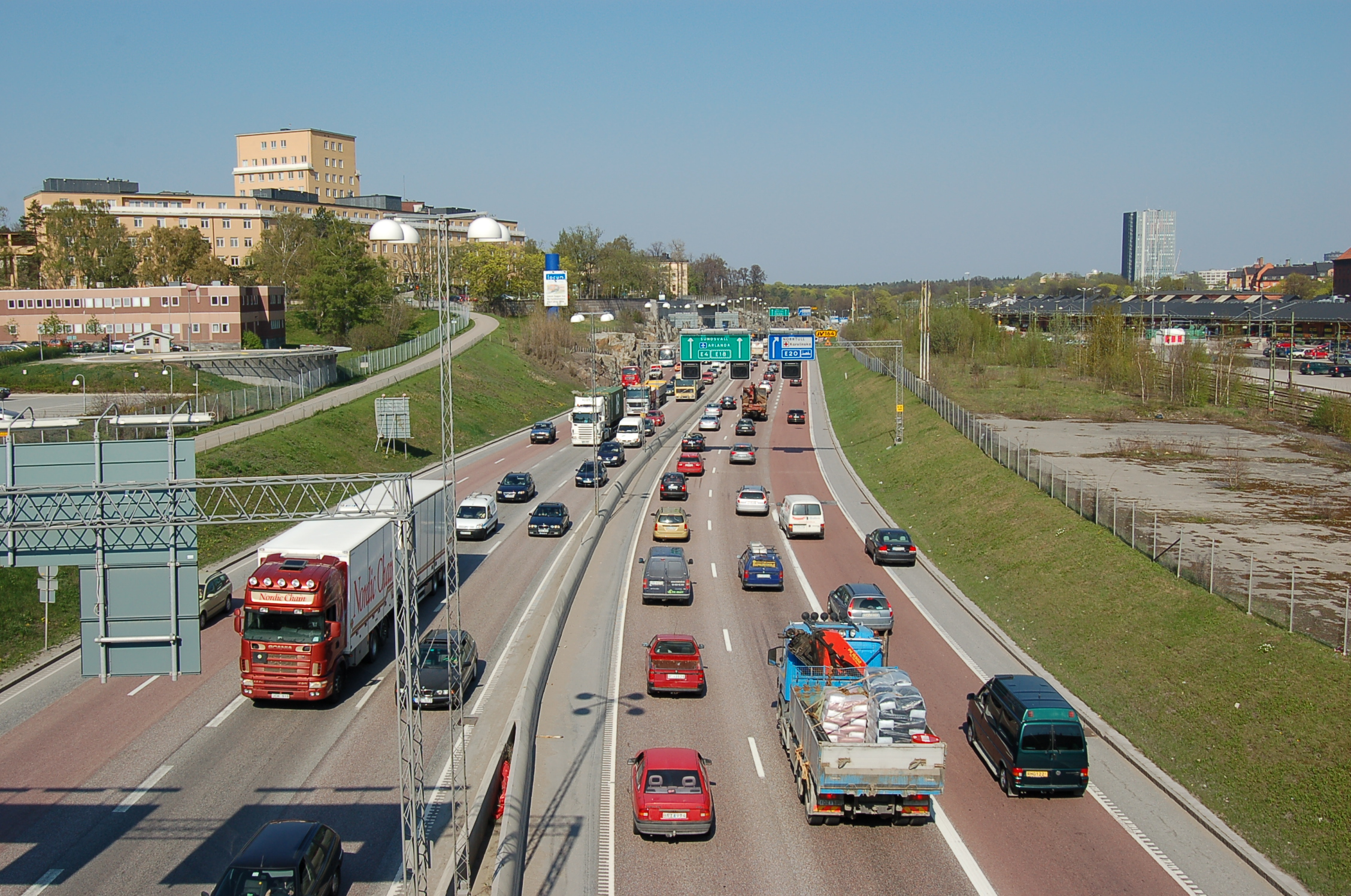
مداري ستوكهولم

الطريق المطوِّقة أو الطوقي أو المُجانب أو الدائري أو المداري أو المحيطي هو طريق يحيط بمدينة في دورة مستمرة - لا يجب أن تكون دائرية الشكل. ويُقال «دائري المدينة» اختصارا. الغرض الأكثر شيوعًا للطريق الدائري هو المساعدة في تقليل حجم حركة المرور في المركز الحضري، مثل تقديم طريق بديل حول المدينة للسائقين الذين لا يحتاجون إلى التوقف في قلب المدينة. يمكن أن تعمل الطرق الدائرية أيضًا على ربط الضواحي ببعضها البعض، مما يسمح بالسفر الفعال بينها.

## أمثلة
- دائري برلين
- دائري الرياض
- الطريق الدائري صلالة
- دائري القاهرة.
- الطريق المداري (قطر)
- الطريق المداري (الرباط)
- دائري عمّان
- الطريق الدائري الثاني " الطريق السريع" - طرابلس